# Czarna Struga (dopływ Biebrzy)
Czarna Struga – struga, lewostronny dopływ Biebrzy o długości 8,39 km. 
Struga płynie w województwie podlaskim. Wpada do Biebrzy na 57,1 km jej biegu w okolicach miasta Goniądz.